# Bezzecca
Bezzecca – miejscowość i gmina we Włoszech, w regionie Trydent-Górna Adyga, w prowincji Trydent.
Według danych na rok 2004 gminę zamieszkiwało 591 osób, 34,8 os./km².
W 2010 r. gmina została zlikwidowana i wraz z gminami Concei, Pieve di Ledro, Molina di Ledro, Tiarno di Sopra oraz Tiarno di Sotto zostały połączone w jedną gminę Ledro.